# Fratercula
Fratercula es un género de aves caradriformes de la familia Alcidae conocidos vulgarmente como frailecillos. Son propios del Holártico.
Los frailecillos tienen un pico de colores brillantes durante la temporada de cría. Son aves marinas que se alimentan principalmente mediante buceo. Se reproducen en grandes colonias en los acantilados costeros o las islas del litoral, anidan en las grietas entre las rocas o en madrigueras en el suelo. Hay tres especies, en el Pacífico Norte se encuentran el frailecillo corniculado Fratercula corniculata y el frailecillo coletudo Fratercula cirrhata , mientras que en el Atlántico Norte hallamos el frailecillo atlántico Fratercula arctica.
Todas las especies de frailecillo tienen plumaje predominantemente negro o bien blanco y negro, una constitución robusta, y grandes picos. Se desprenden de las partes exteriores de colores después de la temporada de cría, dejando un pico más pequeño y más apagado. Sus alas cortas están adaptadas para nadar con una técnica de volar bajo el agua. En el aire,  baten sus alas rápidamente (hasta 400 veces por minuto)  en el vuelo rápido, a menudo volando a baja altura sobre la superficie del océano.
Forman pareja o relaciones a largo plazo. La hembra pone un solo huevo, y lo incuban ambos padres.

## Especies
Se reconocen tres especies de frailecillos:
- Fratercula arctica - frailecillo atlántico
- Fratercula cirrhata  - frailecillo coletudo
- Fratercula corniculata  - frailecillo corniculado
- Fratercula dowi - frailecillo de dow